# Caso Texas v. Johnson
Texas v. Johnson (1989), foi uma decisão histórica da Suprema Corte dos Estados Unidos em que a corte decidiu, 5–4, que queimar a bandeira americana era um discurso protegido pela Primeira Emenda da Constituição, pois isso conta como discurso simbólico e discurso político. No caso, o ativista Gregory Lee Johnson foi condenado por queimar uma bandeira americana durante um protesto fora da Convenção Nacional Republicana de 1984 em Dallas, Texas, e foi multado em dois mil dólares e sentenciado a um ano de prisão de acordo com a lei do estado. O juiz William J. Brennan escreveu a opinião da maioria de cinco juízes de que a queima da bandeira por Johnson era protegida pela liberdade de expressão e, portanto, o estado não poderia censurá-lo nem puni-lo por suas ações.